# Tennessee (řeka)
Tennessee (anglicky Tennessee River) je řeka ve státech Tennessee, Alabama, Mississippi a Kentucky na východě USA. Je 1050 km dlouhá od soutoku zdrojnic a 1470 km od pramene delší z nich, řeky Holston. Povodí má rozlohu 104 000 km².

## Průběh toku
Vzniká u Knoxville soutokem zdrojnic French Broad a Holston, které stékají se západních svahů Appalačského pohoří. Ústí zleva do Ohia, jako její nejdelší a nejvodnější přítok.

## Vodní stav
Nejvyšších vodních stavů dosahuje na konci zimy a na jaře, nejnižších naopak v létě. Průměrný roční průtok vody v ústí činí 1800 m³/s.

## Využití
Tok řeky je plně regulovaný systémem přehradních nádrží, které mají široké spektrum využití. Devět se jich nachází přímo na řece včetně největší Kentucky o rozloze 1100 km² a dalších 22 na jejich přítocích. Díky vodním kanálům u měst Chattanooga a Florence a zdymadel je na ní možná vodní doprava po celém toku od soutoku zdrojnic. Leží na ní města Knoxville, Chattanooga a Florence.